# Scheda TV

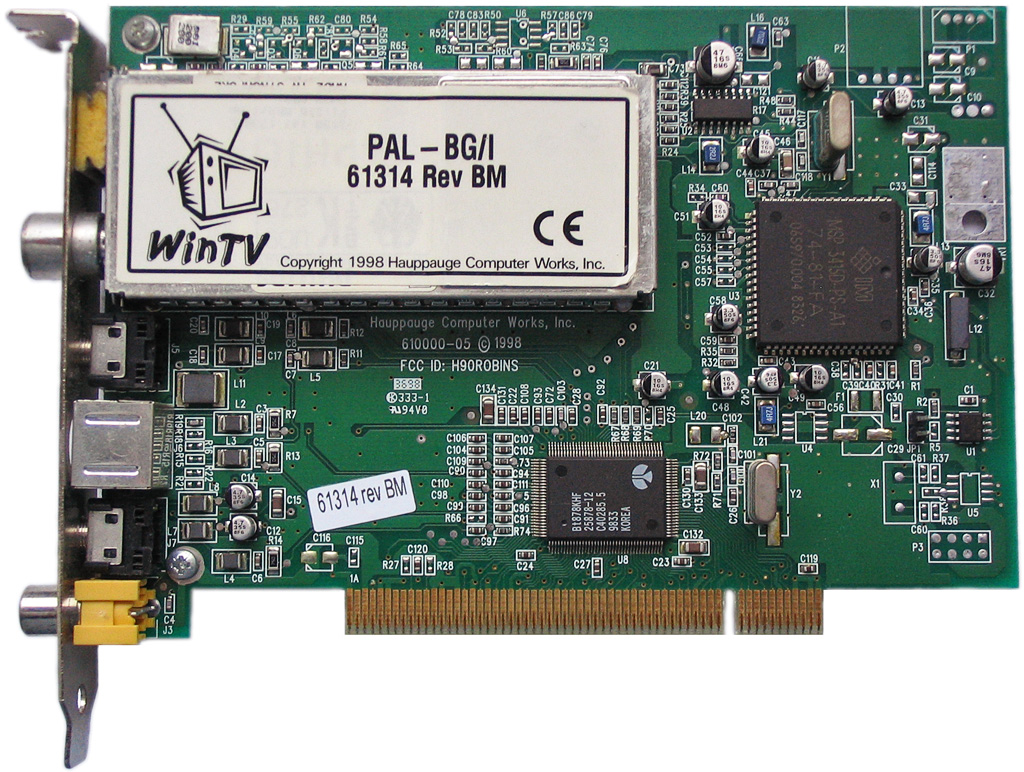
Scheda TV

La scheda TV è il componente dei computer che consente di vedere la TV analogica, digitale terrestre e satellitare nel monitor del PC.

## Caratteristiche
Sebbene siano presenti sul mercato dal 2000, è solo a partire dal 2006 che sono comparse in commercio schede in grado di ricevere contemporaneamente più di un tipo di segnale. La scheda si collega al cavo d'antenna e a quello dell'antenna parabolica satellitare e restituisce in uscita un unico flusso di dati digitale che viene interpretato e gestito dal software presente nel computer. La scheda è gestibile con un normale telecomando, ma anche interagendo con tastiera e mouse, ad esempio per registrare un programma televisivo.
La scheda interna è meno conveniente perché le componenti del PC generano interferenze che disturbano il segnale e richiedono una schermatura, ma al contrario delle periferiche esterne hanno una maggiore velocità di scambio dati. Il sintonizzatore esterno ha invece pregi dal punto di vista della praticità dell'uso e della compatibilità, grazie all'utilizzo delle USB 2.0. Impiegando invece una scheda e/o un PC con porte USB 1.0 e 1.1 la velocità di trasferimento dei dati è troppo bassa e generalmente insufficiente per una trasmissione di qualità.
Esistono schede compatibili con tutti gli standard TV a livello mondiale (NTSC, PAL, SECAM) e tutti gli standard audio (NICAM, A2, MTS e EIAJ).